# Кралици на ужаса (сезон 1)
Първия сезон на Американския сериал Кралици на ужаса с жанр комедия и ужаси първоначално започна излъчването си по FOX в САЩ. Премиерата му беше на 22 септември 2015 г. и свърши на 8 декември 2015 г. Първия сезон имаше 13 епизода.
Първия сезон взима място в измисления университет „Уолис“ където едно от сестринствата бива преследвано от сериен убиец, който използва костюма на талисмана им, Червения дявол, за дегизировка.

## Герой

### Главни
- Ема Робъртс – Шанел Оберлин
- Скайлър Самюълс – Грейс Гардънър
- Лиа Мишел – Хестър Улрих / Шанел №6
- Глен Пауъл – Чад Радуел
- Диего Бонета – Пийт Мартинез
- Абигейл Бреслин – Либи Путни / Шанел №5
- Кики Палмър – Зейдей Уилямс
- Оливър Хъдсън – Уес Гардънър
- Насим Педрад – Джиджи Колдуел
- Лусиен Лавискаунт – Ърл Грей
- Били Лорд – Сейди Суенсън / Шанел №3
- Джейми Лий Къртис – декан Кати Мънч

### Специални гост-звезди
- Ариана Гранде – Соня Херфман / Шанел №2 (Сезон 1)
- Ник Джонас – Буун Клемънс (Сезон 1)
- Нийси Наш – специален агент Денис Хемфил (Второстепенен сезон 1,2)

- Чад Майкъл Мъри – Брад Радуел

### Гост-звезди
- Бриизи Еслин – Дженифър
- Джим Клок – детектив Чизолм
- Джина Хан – Сам
- Аурон Роудс – Роджър
- Остин Роудс – Доджър
- Евън Пейли – Каулфиилд
- Ана Грейс Барлоу – Бетани Стивънс
- Йан Хоуг – Г-жа Бийн

## Епизоди
Главна статия: Списък с епизодите на "Кралици на ужаса
| № | #  | Заглавие                                            | Режисура       | Сценарий                             | Първо излъчване      | Първо излъчване в България | Рейтинг (в милиони) |
| --- | -- | --------------------------------------------------- | -------------- | ------------------------------------ | -------------------- | -------------------------- | ------------------- |
| 1 | 1  | Главен ("Pilot")                                    | Раян Мърфи     | Раян Мърфи, Брад Фалчък и Иън Бренан | 22 септември 2015 г. | 11 януари 2016 г.          | 4.04                |
| Грейс Гарднър посещава университета „Уолис“ и се включва в сестринството „Капа Капа Тау“, управлявано от безскрупулната Шанел Оберлин, в чест на майка си, която също е била част от него. Декан Кати Мънч планира да затвори сестринството, заради грубото поведение на Шанел и насилието над предишния президент, Мелани Доркес, миналата пролет. След заплахата, пристига Джиджи Колдуел и предлага „Капа Капа Тау“ да бъде задължено да приема всеки член, който иска да се включи, включително Грейс, Зейдей, Хестър, Тифани, Дженифър и Сам, което спада нивото на популярност на Шанел и причинява раздялата ѝ с гаджето ѝ, Чад Радуел. Госпожа Бийн, икономката на сестринството, е убита от Шанел, по време на шега, целяща да изплаши новобранците. Заедно, те крият тялото ѝ във фризера за съхранение на сестринството. Уплашена, Грейс се съюзява с Пийт Мартинез, разследващ репортер, и планират да свалят Шанел от власт и да върнат репутацията на ККТ. Не след дълго, тялото на госпожа Бийн изчезва и момичетата стават мишена на сериен убиец, познат като Червения дявол, който убива Шанел №2 и обезглавява новобранката Тифани с моторна косачка. |    |                                                     |                |                                      |                      |                            |                     |
| 2 | 2  | Адска седмица ("Hell Week")                         | Брад Фалчък    | Раян Мърфи, Брад Фалчък и Иън Бренан | 22 септември 2015 г. | 18 януари 2016 г.          | 4.04                |
| След убийствата, новобранците се местят в къщата на „Капа Капа Тау“, подтикнати от Джиджи, която наема охрана, в лицето на Денис Хемфил. Притеснен за безопасността на дъщеря си, бащата на Грейс, колежанският професор, Уес, се мести в „Уолис“ и гради връзка с Джиджи. Междувременно, Пийт и Грейс също се сближават. Грейс открива скрита стая, където се пазят най-големите тайни на сестринството, и научава, че през 1995 г., новобранка умира, след като ражда във вана в къщата. Не е ясно какво е станало с момичето или с детето и Грейс смята, че Мънч е покрила инцидента. След като открива костюм на червен дявол в килера на Пийт, тя осъзнава, че той е убиецът, както и изгубеното дете от инцидента. Червеният дявол промушва фатално партньора на Денис, Шондел, прерязва гърлото на най-добрия приятел на Чад, Буун и отправя заплаха към сестрите от ККТ. По-късно в моргата, Червеният дявол прибира Буун, който е инсценирал смъртта си. |    |                                                     |                |                                      |                      |                            |                     |
| 3 | 3  | Резачка ("Chainsaw")                                | Иън Бренан     | Иън Бренан                           | 29 септември 2015 г. | 25 януари 2016 г.          | 3,46                |
| Шанел №5 обявява своята независимост от Шанел и сестринството, уплашена и разярена от терора на Червения дявол и безстрастието на Шанел. Решена да възвърне популярността си и намаляващите ѝ „миньони“, Шанел преобразява Хестър и я представя на останалите като Шанел №6. Шанел №3 се сближава със Сам и ѝ разкрива, че серийният убиец, Чарлс Менсън, е неин баща и се споразумяват да са алиби една на друга, ако някоя от сестрите бъде убита. Грейс, Зейдей и Денис откриват кръв в спалнята на Шанел №2 и разбират, че е била убита, но някак си, тя продължава да публикува снимки в социалните мрежи от непозната локация. Объркани, те се отправят към Бел Еър, за да говорят с родителите ѝ, които им казват, че тя е излизала с Чад Радуел, докато той е бил с Шанел. Денис разбира, че има два Червени дявола и вярва, че Зейдей е един от тях, докато Грейс мисли, че Чад има нещо общо с убийствата. След като убива новия талисман на университета, Червеният дявол се заема с братството „Дики Долар Сколарс“, които са убедени, че приятелят им, Буун, не се е самоубил. Те, обаче, са заобиколени от двама дявола с моторни резачки и са надиграни, което води до отрязването на ръцете на Колфийлд. Декан Мънч и Джиджи се местят временно в къщата на ККТ, за да пазят момичетата. Вбесена от поведението на Мънч, Джиджи решава да спи на дивана, където е атакувана от Червения дявол. Уес се притичва на помощ и той си тръгва. Обезпокоена от виковете, Мънч идва да види какво става, където Джиджи и Уес я обвиняват, че е убиеца.                                                                          |    |                                                     |                |                                      |                      |                            |                     |
| 4 | 4  | Обладана къща ("Haunted House")                     | Брадли Бюекър  | Брад Фалчък                          | 6 октомври 2015 г.   | 1 февруари 2016 г.         | 2.97                |
| Зейдей обвинява кандидатирането си за президент на сестринството, което я впуска в състезание срещу Шанел, която е решена да си отмъсти. По съвета на Ърл, Зейдей решава да организира благотворителна къща на ужасите, в подкрепа на кандидатурата си. Денис отказва да позволи на Зейдей да направи парти, убедена, че тя е убиецът, но се предава, когато Зейдей ѝ казва, че знае, че е опитала да стане част от ККТ, но е била отхвърлена. Грейс и Пийт говорят с оцеляла след инцидента от 1995 г., Манди Грийнуел. Тя им разказва, че след смъртта на майката, декан Мънч се заема да покрие случилото се и кара Манди и приятелките ѝ да заровят трупа, след което отвежда бебето в неизвестна посока. Тя им съобщава и че бебето не е момче, както предполагаха, а момиче. Като наказание за разкритието, Дяволът тероризира Манди в дома ѝ и я убива. Хестър прелъстява Чад и двамата се отправят към изоставена къща на Шейди Лейн, където да правят секс. Там, обаче, намират труповете на госпожа Бийн, Шанел №2, Шондел, Коуни и Грийнуел. Уплашени, те съобщават на кампуса да не ходят там, но студентите решават, че това е готина атракция, по случай Хелоуин и всички отиват, а Зейдей е отвлечена. Грейс разследва случая на старицата от Шейди Лейн, предишна обитателка на вече изоставената къща, и се оказва, че тя се е грижила за бебето. Разкрива се, че тази старица е Джиджи. |    |                                                     |                |                                      |                      |                            |                     |
| 5 | 5  | Тиквена пътека ("Pumpkin Patch")                    | Брад Фалчък    | Брад Фалчък                          | 13 октомври 2015 г.  | 8 февруари 2016 г.         | 2.39                |
| Планът на Шанел да открие атракция за Хелоуин и да спечели гласовете на студентите е съсипан, след като декан Мънч решава да затвори кампуса и налага вечерен час на Хелоуин. Хестър причинява безредици в сестринството, което води до ареста на Шанел за убийството на госпожа Бийн. След краткия ѝ престой зад решетките, Шанел е убедена, че атракцията ще се състои, въпреки забраните, и принуждава Шанел №5 да запали тиквите или ще каже на гаджетата ѝ-близнаци, Роджър и Доджър, че мастурбира, докато гледа „Дора Изследователката“. Докато палят свещите, те са атакувани от Червения дявол, който изкормя Доджър. Междувременно, Зейдей успява да избяга от Червения дявол, който се оказва, че я харесва и ѝ организира романтична вечеря. Грейс, Пийт, Уес, Джиджи и Денис откриват бърлогата на убиеца, където Джиджи го удря с електрошок, но той успява да избяга по тръба за прането преди да бъде разкрит. Обратно в къщата, Шанел се опитва да организира гласуването по-рано, въпреки отсъствието на Зейдей и Грейс, но те се завръщат и сестринството гласува. По-късно, Джиджи има среща с Червения дявол, който е неин съюзник, и го упреква за провала със Зейдей и го кара да убие неизвестен мъж. |    |                                                     |                |                                      |                      |                            |                     |
| 6 | 6  | Седем минути в Ада ("Seven Minutes in Hell")        | Майкъл Ъпендал | Раян Мърфи                           | 20 октомври 2015 г.  | 15 февруари 2016 г.        | 2.59                |
| След равен резултат във вота за президент, Шанел решава да сподели властта, заедно със Зейдей, в опит да не бъде виновна за евентуални бъдещи убийства в сестринството. Като президент, Зейдей решава да организира пижамено парти в къщата и скоро сестрите разбират, че вратите и прозорците за заключени отвън. Обезпокоена за безопасността си, Шанел моли Чад и приятелите му да дойдат на помощ, но по пътя Колфийлд е обезглавен от Червения дявол. Момичетата играят „Истина или предизвикателство“, за да разберат дали някое от момичетата знае нещо за убиеца. Внезапно, обаче, Сам разкрива, че бащата на Шанел №3 е Чарлс Менсън. Бясна, но и притеснена за чувствата си към нея, Шанел №3 предизвиква Сам да подремне в подземието на къщата, където тя е убита от Червения дявол. Не след дълго и Роджър е убит с пистолет за пирони и Чад открива подземни тунели под къщата на ККТ. Шанел и Зейдей се впускат да ги изследват и са атакувани от Червения дявол, но успяват да избягат, след като Шанел го удря и той изпада в безсъзнание. На следващия ден, Уес се опитва да измъкне Грейс от университета, но тя отказва, твърдейки, че приятелките ѝ имат нужда от нея. Смутени от скорошните убийства, Шанел №3 и №5 се съюзяват, за да надживеят Шанел. |    |                                                     |                |                                      |                      |                            |                     |
| 7 | 7  | Пази се от млади момичета ("Beware of Young Girls") | Барбара Браун  | Раян Мърфи                           | 3 ноември 2015 г.    | 22 февруари 2016 г.        | 2.44                |
| Членовете на „Капа Капа Тау“ и „Дики Долар Сколарс“ присъстат на възпоменанието на Шанел №2, на което Шанел я представя като тъпа кучка, която си е получила заслуженото. Загрижени за своя лидер, Шанел №3, №5 и №6 донасят масичка за спиритически сеанси, за да говорят с Шанел №2 и двете с Шанел да се сдобрят. По време на сеанса, Шанел №2 твърди, че Шанел е убиецът и че гаждето ѝ, Чад, ѝ изневерява, въпреки обещанието да спре. Шанел №3, №5 и №6 започват да планират убийството на Шанел, мислейки, че тя е убиецът. В съня си, Шанел е посетена от Шанел №2, която ѝ се извинява и я предупреждава за плановете на сестрите ѝ, за да може да иде в Рая. Шанел прощава на приятелките си и започва план да докаже, че Грейс и Зейдей са замесени в убийствата. Междувременно, Джиджи се опитва да отмъкне вниманието от Червения дявол, за да може да вкара плановете си в действие и манипулира Грейс да разучи предишна членка на ККТ, Федър Маккарти, която се влюбва в съпруга на декан Мънч, който е убит в дома си. Кати е арестувана и вкарана в психична клиника, смятана за убиеца, но сключва сделка с Пийт и Грейс – да разберат повече за убийството на съпруга ѝ, а тя да им каже за бебето от 1995 г. Те се съгласяват и скоро откриват ДНК на Федър по местопрестъплението и доказват, че тя е убиецът. Тя е заключена в лудница, смятана за замесена и в убийства на Червения дявол. В края на епизода, е разкрито, че всъщност самата декан Мънч е убила бившия си. |    |                                                     |                |                                      |                      |                            |                     |
| 8 | 8  | Мила мамо ("Mommie Dearest")                        | Майкъл Ъпендал | Иън Бренан                           | 10 ноември 2015 г.   | 29 февруари 2016 г.        | 2.50                |
| Декан Мънч се измъква от уговорката си с Грейс и отказва да ѝ разкаже какво се е случило с бебето от 1995 г. Завръщайки се вкъщи, тя е нападната от двама Червени дяволи в банята си и непознат трети убиец с маска на съдия Скалия, но тя успява да ги надвие. Обезпокоена за безопасността си, тя казва, че момичето, което е родило във ваната, се казва София Дойл, но Грейс все още вярва, че тя е това бебе. Тя се допитва до Пийт и двамата отиват до лудницата, за да научат нещо повече, откривайки, че Джиджи се е грижела не само за едно, но за две бебета преди двадесет години, момче и момиче. Червеният дявол убива Дженифър и разтапя восък по трупа ѝ, което кара Мънч да затвори университета за неопределено време. Междувременно, Шанел-момичетата карат Денис да докаже, че Зейдей и Грейс са убийците, а самата Шанел наема шотландски детективи. Джиджи е необезпокоена от обвиненията на Грейс, че тя е убиецът. Когато тя се завръща в къщата, Шанел ѝ разказва за майка ѝ, Мери Мълиган, която е била дилър на дрога, която е карала пияна с Грейс в колата няколко пъти. Това принуждава Уес да осъди Мери, за да се сдобие с правата върху Грейс. Освен това той пали семейния дом, за да скрие всякакви доказателства и спомени за майката на Грейс. Тя е отчаяна и моли баща си да стои далеч от нея. В края на епизода, Буун тренира във фитнес студио с маскировка и говори с неидентифициран човек по телефона, на когото разказва за абсурдната маска на Скалия, която Джиджи си е купила за убийството на Мънч, и че тя трябва да отпадне от отбора, за да могат да довършат плана си за отмъщение. |    |                                                     |                |                                      |                      |                            |                     |
| 9 | 9  | Истории с духове ("Ghost Stories")                  | Майкъл Ъпендал | Раян Мърфи                           | 17 ноември 2015 г.   | 7 март 2016 г.             | 2.37                |
| Шанел обявява на нейните миньони, че Чад я е поканил на вечеря със семейството му за Деня на благодарността, вбесявайки Хестър, тя отива при Чад излъгва го че е бременна, само за да го скара с Шанел. Междувременно Буун се връща в кампуса с намерение да убие Джиджи и за да съблазни Зейдей, неговата голяма любов. След като Зейдей осъзнава, че Буун е нейния похитител. Тя го отрязва защото обича Ърл. В ревност Буун намушква Ърл в двора на сестринството. Денис осъзнава, че момичетата са уплашени те да не бъдат следващата жертва, за това тя им разказва няколко различни истории за духове, за да ги успокои. Шанел №5 се маха от Капа, за да избегне атаките от Червения дявол, но после се връща обратно. Грейс продължава разследването за инцидента с ваната и разбира от декан Мънч, че София е родила близнаци – момиче и момче- и че Буун е момчето близнак. Буун призовава Джиджи само за да я убие с другия Червен дявол но всъщност другия Червен дявол го убива. Чад решава да покани майката на бъдещето си дете за Деня на благодарността. Междувременно Хестър разкрива на Шанел че е бременна от Чад за това Шанелите и организират тест-капан. Хестър се проваля и Шанел я бута по стълбите на Капа. |    |                                                     |                |                                      |                      |                            |                     |
| 10 | 10 | Деня на благодарността ("Thanksgiving")             | Майкъл Ъпендал | Брад Фалчък                          | 24 ноември 2015 г.   | 14 март 2016 г.            | 1.98                |
| Шанел се опитва да убеди Чад, че тя е убила Хестър, той е не и вярва, за това тя му показва тялото ѝ във фризера за месо. Тялото на Хестър обаче го няма. Шанел №3 отива на семейна вечеря за празника, но бързо се маха е отива в Капа, там тя намира Зейдей, Грейс и Декан Мънч приготвящи вечеря. Грейс позволява на баща си да се присъедини към тях. Шанел №5 също се завръща в къщата. Декан Мънч предлага всеки да каже своите теории за това кой може да е Червения дявол. Междувременно Джиджи и Червения дявол също прекарват Деня на благодарността заедно, докато Деня на благодарността на Чад и Шанел е прекаран в имението на семейството на Чад, където Хестър нахълтва изневиделица. Декан Мънч и Шанел №3 се обвиняват взаимно че те са убиеца докато Уес мисли че е Грейс. Пийт се намесва казвайки че Уес е биологичния баща на Буун и може би и на другия Червен дявол. След като биват подигравани от семейство Радуел, Шанел и Хестър, следвани от Чад се връщат в къщата навреме за вечерята. Всички сядат на масата, само за да намерят главата на Джиджи в подноса вместо пуйка. |    |                                                     |                |                                      |                      |                            |                     |
| 11 | 11 | Черен петък ("Black Friday")                        | Барбара Бралн  | Иън Бренан                           | 1 декември 2015 г.   | 21 март 2016 г.            | 2.53                |
| Шанелите отиват да пазаруват на Черен Петък, но Червения дявол разваля техния празник и застрелва Шанел в рамото. Грейс, Пит и Уес отиват в участъка, за да съобщят за смъртта на Джиджи, но откриват по-голямата част от полицейския състав уволнен, защото не могат да намерят улики за Червения дявол, а Денис е назначена за главен полицай. Чад казва на Пийт че Буун е завещал много от нещата си на него, въпреки че не се познават. Пийт си признава че Буун е бил неговия източник на информация за статия за това колко е негативна системата на кампуса. Лекувайки се от раната, Шанел убеждава всички че декан Мънч е убиеца и че трябва да я убият. Декана обаче оцелява и двата опита за убийство. Пийт помага на Уес да разбере миналото на Джиджи и откриват че истинското ѝ име е Джес Маяр, сестрата на Ейми, която се самоубива след инцидента с ваната. Пийт решава да напусне кампуса, но Грейс го спира като м казва че искат да го направят, но той и отказва казвайки ѝ че не иска нейният първи път да е с убиец. |    |                                                     |                |                                      |                      |                            |                     |
| 12 | 12 | Доркус ("Dorkus")                                   | Брадли Бекър   | Раян Мърфи, Брад Фалчък и Иън Бренан | 8 декември 2015 г.   | 28 март 2016 г.            | 2.53                |
| Пийт признава пред Грейс, че е част от отбора на Червения дявол и че е убил Буун, Роджър и се е опитал да убие Шанел в мола. Междувременно имейл с грубите думи на Шанел се пуска в социалните мрежи и всички се обръщат срещу нея. Шанел се опитва да се самоубие но Зейдей я спира. Малко след това доставчик на пица идва в Капа и се опитва да убие всички там но Зейдей и Шанел го хващат и откриват че той е увит с динамит и експлодира в къщата. След мъдрите думи на Зейдей, Шанел решава да се извини на Мелани. Шанелите отиват в нейното имения, но номер 5 ги напуска за среща в Тиндър. Шанел се опитва да убие Мелани с ножици но Грейс и Зейдей я спират казвайки че Хестър е убиеца. Всички се връщат в Капа и откриват Хестър в гардероба на Шанел с токче в едното око. Закарвайки Хестър в болницата тя обвинява Шанел №5. |    |                                                     |                |                                      |                      |                            |                     |
| 13 | 13 | Последните момичета ("The Final Girl(s)")           | Брад Фалчък    | Раян Мърфи, Брад Фалчък и Иън Бренан | 8 декември 2015 г.   | 28 март 2016 г.            | 2.53                |
| През 2016, Капа е възобновена, с президент Зейдей, вицепрезидент Грейс и касиер Хестър. Декан Мънч сега е световноизвестен феминистки автор и има сериозна връзка с Уес. Чад започва фондация в чест на неговите мъртви приятели и слага край на неговата връзка с Денис. Хестър си признава че е Червения дявол и че е успяла да се измъкне с всичко. Разказва как цялото ѝ детството е прекарано в лудница с Джиджи и Буун. Хестър измисля цялото нещо с шината само за да държи хората далеч от нея и плановете ѝ. Декан Мънч разбира че Хестър е убиеца и казва че ще я изкажа но Хестър я изнудва и казва че и тя ще я изкаже за покриване на убийство и убийството на съпруга ѝ, Стивън. През 2015 Хестър оцелява атаката от токчето и убеждава Денис че и трите Шанели са убийци. По време на процеса Шанелите, обиждат съдията, който решава че те няма да отидат в затвор а лудница. Шанелите си прекарват чудесно в лудницата. В една нощ, Шанел се събужда и вижда Червения дявол надвесил се над нея с нож в ръка. |    |                                                     |                |                                      |                      |                            |                     |